# Wąsice
Wąsice (deutsch Wundschütz) ist ein Ort der Gmina Wołczyn in der Woiwodschaft Opole in Polen.

## Geographie

### Geographische Lage
Wąsice liegt im nordwestlichen Teil Oberschlesiens im Kreuzburger Land. Das Dorf Wąsice liegt rund sechs Kilometer südwestlich vom Gemeindesitz Wołczyn, rund 19 Kilometer westlich der Kreisstadt Kluczbork und etwa 44 Kilometer nordöstlich der Woiwodschaftshauptstadt Oppeln.
Das Dorf liegt am rechten Ufer des Stobers.

### Nachbarorte
Nachbarorte von Wąsice sind im Nordwesten Brynica (Brinitze), im Nordosten Gierałcice (Jeroltschütz), im Südwesten Wierzchy (Wierschy) und im Süden Szum (Schumm).

## Geschichte

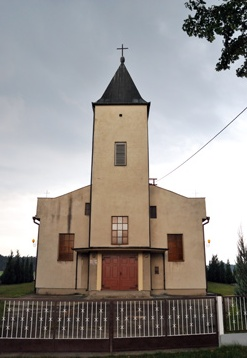
St.-Anna-Kirche

Der Ortsname leitet sich vom polnischen Wort Wąsy ab. Der slawische Name Wąsice bedeutet demnach Bartdorf.
1845 bestand das Dorf aus einem Vorwerk, zwei Brennereien, einer Brauerei und weiteren 52 Häusern. Im gleichen Jahr lebten in Wundschütz 532 Menschen, davon 29 katholisch und 3 jüdisch. 1861 lebten in Wundschütz 635 Menschen. 1874 wurde der Amtsbezirk Wundschütz gegründet. Erster Amtsvorsteher war der Rittergutsbesitzer Theodor Gloffka.
1933 lebten in Wundschütz 885, 1939 wiederum 844 Menschen. Bis 1945 gehörte das Dorf zum Landkreis Kreuzburg O.S.
Als Folge des Zweiten Weltkriegs fiel Wundschütz 1945 wie der größte Teil Schlesiens unter polnische Verwaltung. Nachfolgend wurde der Ort in Wąsice umbenannt und der Woiwodschaft Schlesien angeschlossen. 1950 wurde es der Woiwodschaft Oppeln eingegliedert. Der Gutshof in Wundschutz, in der Mitte des 19. Jahrhunderts erbaut, blieb im Krieg unversehrt. 1960 wird es noch im Denkmalregister der Woiwodschaft Oppeln beschrieben. Später ist es wohl zur Gewinnung von Baumaterial abgebrochen worden. Zwischen 1983 und 1986 wurde die Kirche St. Anna erbaut. 1999 kam Wąsice zum neu gegründeten Powiat Kluczborski (Kreis Kreuzburg).

## Sehenswürdigkeiten
- Die St.-Anna-Kirche (poln. Kościół św. Anny) wurde zwischen 1983 und 1986 erbaut. Die Grundsteinlegung fand am 18. September 1983 statt. Am 1. Juni 1986 wurde die Kirche von Jan Walenty Wieczorek eingeweiht.[8]